# Gustavo Segré
Gustavo Alberto Segré (Buenos Aires, 16 de março de 1964) é um consultor econômico, analista internacional, escritor, professor e político argentino.

## Biografia
Estudou Economia na Universidade de Buenos Aires, depois fez pós-graduação em Negócios Internacionais e Marketing na Fundação do Instituto de Pesquisas Econômicas (FIPE). Foi conferencista em vários eventos internacionais. Atualmente é professor da Universidade Paulista (Brasil), analista correspondente internacional do La Nación e referência do partido argentino de centro-direita Republicanos Unidos.

## Livros
- Segré, Gustavo; Aleksink, Nestor. Socorro, quiero exportar. Macchi.
- Segré, Gustavo. Fundamentos para un proyecto de exportación. Editorial Osmar D. Buyatti. 2012 (2a edición). ISBN 9789871577675